# Princess Holiday 〜転がるりんご亭千夜一夜〜
『Princess Holiday 〜転がるりんご亭千夜一夜〜』（プリンセス・ホリデー ころがるりんごていせんやいちや）は、パソコンソフトブランドのオーガストが2002年9月27日に発売した、18禁の恋愛アドベンチャーゲームである。通称プリホリ。

## 概要
オーガストの第2作目であり、「ファンタジックお姫様ADV」と称している。原画は前作同様べっかんこう。本作品のヒットにより、オーガストは名前を広く知られるようになった。
2003年5月29日にドリームキャスト版（全年齢対象）、2004年5月27日にPlayStation 2版（CEROレーティング15才以上対象）がアルケミストより発売されているほか、成人向けアニメとしてもDVD（全2巻）がリリースされている。なお、PlayStation 2版にはエンディング曲が収録されたCDが同梱されているが、その発売にあたりドリームキャスト版のアンケート葉書を送付した者にも同じ物をプレゼントするというキャンペーンが行われた。
PC版では製品購入特典として「ラフ設定原画集つきマニュアル」「おまけデジタルデータ」がついており、これは続く『月は東に日は西に 〜Operation Sanctuary〜』にも引き継がれている。

## あらすじ
3年前に怪我をした事を理由に剣の道を諦め、人々の笑顔を増やすのを目標にして吟遊詩人として諸国を漫遊していた主人公クリフのもとに、妹シルフィから手紙が届き、旅先で知り合った商人のウェンとともに故郷へと戻るのであった。
そして3年ぶりに帰った王都・シンフォニアで、ひょんな事から彼はお姫様をかくまう事になり、そのお姫様の修行にまで付き合う事になったクリフと仲間達の騒がしくも楽しい日々の始まりだった。

## 登場人物
作品の舞台となっているシンフォニアでは、月の名前が「ぶどうの月」「収穫の月」などになっている事からも分かるように、太陽暦とは違う暦を使用している。ここでの誕生日は、シンフォニアの暦を太陽暦に換算したものである。オフィシャル・ホームページでのキャラクター紹介では誕生日を見る事はできないが、オーガスト・ARIAの携帯用サイト「Mobile-ARIA」の「今日は何の日？」から調べる事ができる。なお、この暦での1年は太陽暦と比較して日数が少ない事という裏設定が2002年8月に秋葉原のメアリーズ（現・メイリッシュ）で開催された「戯画パートナーブランド」合同のイベント内において公表されている（公的文書化はされていない）。
なお、シルフィのみ劇中で誕生日が語られている。

### メインキャラクター
クリフ・クラウド
声：なし
主人公。世界各地を歩き回っている吟遊詩人。妹であるシルフィからの手紙により3年ぶりに故郷シンフォニアへ戻ってくる。師匠から受け継いだリュートを使用している。性格はレティシアやシルフィなどをからかったりする一方で困っている人間を見過ごせない心優しい性格をしている。故郷に戻ってからは自分の暮らしていた部屋で生活し、教会の雨漏りの修理や「転がるりんご亭」での手伝い、そして夜になるとレティシアの歌に合せて曲を演奏している。物心ついた時から左腕に腕輪をつけているが自由にはずす事はできない。かつてはエレノアと共に剣の修行をしていたが、上記の理由から剣の道を捨てている。一方で今なおエレノアに勝るとも劣らない剣技の持ち主である。
レティシア・ラ・ミュウ・シンフォニア（レティシア・アップル）
声：鳥居花音
誕生日：7月5日。身長：152cm。3サイズ：78(B)/55/78。
シンフォニア王国のお姫様。愛称は「レティ」。城の中で生活している事に疑問を感じ、社会勉強のために街に出る。預けられた場所が貴族の家だったためそれに満足がいかず逃走。市場にいたところを衛兵に見つかるが、偶然出会ったクリフに助けられる。その後父親の許しを得て「転がるりんご亭」で社会勉強のため住み込みで働く事になる。初めは馴れていない事から戸惑っていたが、徐々に上達していく。性格は天真爛漫で王族ではあるがそれを鼻にかけたり気取ったりする事はない。反面世間知らずで少々天然な面もある。また、人のいう事に騙されやすく冗談も普通に信じてしまう。王族と言う事実が周りにばれた後も今まで通り接してもらっている。特技は歌を歌う事で、その美声から「りんご亭の歌姫」として毎夜クリフのリュートに合せて歌っている。「レティシア・アップル」とはりんご亭で働く時に使う偽名で、名前を聞かれた際にりんごの木を見てとっさに思いついた名前である。自分が王族だと知らない人物に対してはその偽名で通している。因みにその際は大きな赤いリボンを用いてポニーテールにしている。発売前の人気投票では1位だったが、発売後に実施された人気投票では2位に転落。
シルフィ・クラウド
声：椎名奏子
誕生日：8月22日。身長：154cm。3サイズ：75(A)/54/77。
クリフの一歳年下の妹。愛称は「フィー」。実家である教会の見習いシスター。両親が布教に行ってしまったため、現在は一人で教会を切り盛りしている。クリフに教会の手伝いをしてもらうために人伝に手紙を渡して呼び戻した（ただし手紙の内容は読めなくなっていた）。学校に通えない貧民街の子供たちの先生役もしており、子供たちから慕われている。おとなしめで心優しくまじめな性格だが、少し気が弱いため子供にからかわれる時もある。また、信心深く神について語るときは雄弁になる。クリフの事を慕っており、なかなか雨漏りの修理をしてくれないクリフに少し困りながらも強く信頼している。発売前の人気投票では2位だったが、発売後の人気投票ではレティシアを抜いて1位となった。
エレノア・フォートワース
声：海原エレナ
誕生日：12月1日。身長：167cm。3サイズ：84(C)/59/83。
レティシアを護衛する王宮騎士。愛称は「エル」。クリフやシルフィとは幼馴染。実家は下町の仕立て屋であり、裁縫が上手でレティシアに教える事もある。かつてクリフと共にハワードから剣術を学んでいた事もあり、剣術の腕は一級品。クリフの実力を大幅に認めており、剣を捨ててしまった事を残念に思っている。レティシアが「転がるりんご亭」に修行している間はりんご亭に住み込んでレティシアの護衛をしている。普段から剣と鎧を身につけており、鎧をはずす事はあまりない。真面目でちょっと融通が利かない性格。クリフが嘘をついたり馬鹿な事をした時は容赦なく制裁を加えている。クリフが帰ってきた事を嬉しく思っており、時折クリフとの思い出話に花を咲かせる事もある。発売前の人気投票では4位。発売後には3位に浮上。
レイチェル・ハーベスト
声：北都南
誕生日：9月9日。身長：168cm。3サイズ：86(D)/58/85。
酒場「転がるりんご亭」の看板娘。愛称「レイ」または「レイ姉」。クリフやシルフィ、エレノアとは昔から付き合いがあり姉のような存在。大雑把かつ細かい事は気にしない性格で飲み屋の常連客からは人気がある。面倒見がよく姉御肌で優しいため、街の子供を構ったりレティシアに料理などを教えるのがうまい。料理を作るのが上手でクリフ相手に新作料理を味見してもらっている。普段から身だしなみに気をつけており、風呂には朝と夜に2回入っている。貴族や王家というものが大嫌いで、そのため彼女にはレティがお姫様である事は隠している。実は音痴。発売前の人気投票では第5位、発売後の人気投票は第6位。ちなみに、本作の後にオーガストの発売した『月は東に日は西に 〜Operation Sanctuary〜』のビジュアルファンブック付属のドラマCDにゲスト出演している（同作の橘ちひろを演じる声優が北都南である縁。同様の理由で、本作のVFB付属ドラマCDには、前作『バイナリィ・ポット』の羽根井優希がゲスト出演している）。
ラピス・メルクリウス・フレイア
声：野々田早苗
誕生日：4月17日。身長：142cm。3サイズ：68(AA)/53/69。
「転がるりんご亭」の常連客。マントや帽子を被っており、湖のほとりに住んでいる事から「湖の魔法使い」という通称があり、雷でしびれさせたり空を飛んだりする場面も目撃されている。クリフが帰ってきてから数日後に酒場に出入りするようになる。暇があれば湖で釣りをしている事があるが、針をつけずに人間の観察をしていたりする。小さな体だが、一応クリフよりは年上らしい。普段は猫のピアと一緒に暮らしており、頭の上にピアを乗せている事もある。見かけによらず大変な博識だが、色恋沙汰には疎い。また、知識はあるものの遠出はしないため、クリフが旅先で経験した事をよく聞いている。クリフに昔の歌をリクエストする事もある。たまにシルフィが勉強を教えている子供たちに木彫りを教えている事がある。愛称は特にないが、「ラッピー」や「ラピスたん」と呼ばれることもあり本人は気に入っていない。子ども扱いされることも嫌っている。発売前の人気投票では第3位、発売後の人気投票では第4位。
ディアナ・ペシュカ・ホリー・エリンギ
声：南央美（コンシューマー版）
誕生日：6月25日。身長：156cm。3サイズ：81(B)/56/80。
宰相であるエリンギの娘。ダンスパーティーでクリフに一目惚れをするが名前を聞きそびれてしまう。街中でクリフと再会し町娘に扮装してクリフに近づき、その後レティシア同様にりんご亭で修行する事になる。父親によって箱入り娘として育てられているため、レティシア同様に騙されやすい。父親の言う事には従順だったが、時折自分の生き方に疑問を感じる場面もある。基本的におとなしい性格だが、決めたことを貫き通す一途な面も持っている。PC版は顔グラフィックしかなく出番もほとんどなかったが、発売後の人気投票は出番がわずかだったにもかかわらず第5位にランクイン。そのためコンシューマ版で攻略可能キャラに昇格。ちなみに『オーガストファンBOX』の「オーガスティック・クロニクル」では、コンシューマ版の立ちグラフィックを含めて紹介されている。

### サブキャラクター
ウェン・モーガン
声：なし（コンシューマー版は不明・ビジュアルファンブック付属のCDドラマでは鶴岡聡）
クリフの旅の相棒の商人。性格は軽くお調子者。クリフには高い値段で物を買わせようとするが、女性客相手には安く売っている。クリフと共に故郷であるシンフォニアに行き、市場で商売をしている。商魂がたくましく、売れると思ったら自分の身を省みずに商売をしようとする。バッドエンドの場合はクリフが再び旅に出ようとするとひょっこり出てきて共にシンフォニアを旅立つ事になる。
ハワード・ハーベスト
声：PC版はなし（コンシューマー版は不明・ビジュアルファンブック付属のCDドラマでは上別府仁資、『オーガストファンBOX』では鳴海志朗）
「転がるりんご亭」のマスターでありレイチェルの父親。奥さん（マーシャ）は5年前に他界しており、現在はレイチェルと共に経営している。昔は達人として名を馳せた剣士だったため、幼い頃のクリフとエレノアに剣術を教えていた。2人からは師匠と呼ばれている。
ウォーゼル・ハイゼン・ド・シンフォニア
声：PC版はなし（コンシューマー版は不明・『オーガストファンBOX』では片岡大二郎）
王都シンフォニアの国王であり、レティシアの父親。元々は兄が王位に就いていたが兄が死んだため彼が引き継いでいる。城を抜け出し街を探索するのが趣味だったため、レティシアが「転がるりんご亭」で働くことを快く許可している。奥さん（セレーネ・ラ・ミュウ・シンフォニア）は平民出身で、街に抜け出したときに知り合い結婚した経緯がある。奥さんの事を心から愛しており側室は置いていない。だが喘息持ちかつ馴れない王室暮らしにより療養中であり、早めに王位継承を行い療養できる場所で静かに暮らしたいと考えている。性格は大らかで側近などがいない時は敬語抜きで話してもいいと言っており、ある意味王様らしくない。
マトナゥ・ダダ・マッシュルーム
声：なし（コンシューマー版は不明）
文化･商業を担当する大臣。爵位は伯爵。特権意識が強く平民を見下す傾向があり、平民出身のエレノアを馬鹿にしている。そのため平民からは激しく嫌われている。「転がるりんご亭」の土地の所有者でもある。
デュミナス・ペシュカ・ホリー・エリンギ
声：不明
コンシューマー版のみ登場。シンフォニア王国の宰相にしてディアナの父親。爵位は公爵。文官のトップで部下からも慕われている。3人の息子は全員独立しており、年老いてから生まれた末娘のディアナの事を溺愛している。貴族である立場上一線を引いている部分はあるが、平民を見下すような事はない優れた人格の持ち主。
シャドームーン
王都シンフォニアに出没する義賊。あくどい商人や貴族から金を奪い、下町などの貧民街に奪った金をプレゼントしている。そのため、町人からはヒーロー扱いをされており人気がある。性別が女性である事以外の経歴は不明とされている。
ピア
声：北都南 （コンシューマー版、OVA版、ビジュアルファンブック付属のCDドラマ、『オーガストファンBOX』）
ラピスが飼っている小さな黒猫で、性別はメス。のんびりまったりとした眠たそうな顔と、首の赤いリボンがチャームポイント。いつもラピスの頭の上に乗っかっており、指定席と化している。一見使い魔に見えるが、いたって普通の猫。レイチェル曰く「甘党」 で、エレノア曰く「ちょっと覇気がない」が「最近仲のいい猫もいる」 との事。発売後の人気投票は7位。密かに人気があるのか、『月は東に日は西に』のビジュアルファンブックでは、橘ちひろのラフ画などにも顔を出しており、最近では『大図書館の羊飼い』にもほんの一瞬ではあるがゲスト出演している。なおオリジナルのPC版では声が付いていなかったが、ビジュアルファンブック付属のドラマCD以降は、レイチェル役の北都南が兼ね役で声をあてている。

## スタッフ
- 原画：べっかんこう
- シナリオ：榊原拓
- CG統括：里見藤久
- 背景：阿舎利ん_16
- HP担当：よもぎ
- 制作指揮：るね
- 音楽：KeNji
  - OP：虹の彼方へ
作詞・作曲：魚太とみぽ / ボーカル：鳥居花音
  - 家庭用ED1：心から続く未来 〜My fate〜
作詞：Hiroki / 作曲：Kenji / ボーカル：鳥居花音
  - 家庭用ED2：What the...(radio edit)
LOOPCUBE

## OVA
れもんは〜とから2004年3月25日に1巻が、2004年5月25日に2巻がVHS・DVDで発売された。（DVDのみ限定版・通常版有り）全2巻（18禁）。2006年5月26日には一巻、二巻を収録したコンプリート版がDVDで発売された。クリフとレティシアの出会いから結婚までを中心としたゲームにおけるレティシアルートのストーリーとなっている。（レティシア、シルフィ、ラピスをクリアすると出てくるストーリー、地球や宇宙船などの設定は全て省略されている。）

### スタッフ（OVA）
- 企画 - 豪冠太郎
- 監督・絵コンテ - 中島弘明
- シリーズ構成・脚本 - 花いちもんめ
- 演出 - 洪憲杓
- キャラクターデザイン - 吉本拓二
- 作画監督 - 吉本拓二・大河原晴男（一巻）・服部憲知（二巻）
- 美術監督 - 板倉佐賀子
- 音響監督 - 一之瀬○
- 音響制作 - レオ本舗
- プロデューサー - 小石川由字・玉田桂弘
- アニメーション制作 - タダマフィルム
- 製作 - 「Princess Holiday」製作委員会

### 主題歌
エンディングテーマ1「虹の彼方へ」
作詞 - 渡部美保 / 作曲・編曲 - 清水永之 / 歌 - レティシア・アップル（鳥居花音）
エンディングテーマ2「Beloved you」
作詞・作曲・編曲 - 葛上大作 / 歌 - レティシア・アップル（鳥居花音）

### キャスト
- クリフ・クラウド：平井達矢
- レティシア・アップル：鳥居花音
- シルフィ・クラウド：椎名奏子
- エレノア・フォートワース：海原エレナ
- レイチェル・ハーベスト／ピア：北都南
- ラピス・メルクリウス・フレイヤ：野々田早苗
- ディアナ・ペシュカ・ホリー・エリンギ：大花どん
- ハワード・ハーベスト：厳蝉秋
- ウォーゼル・ハイゼン・ド・シンフィニア：世良公一
- エミィ：宇佐美陽菜
- ユミィ：宇左美陽菜
- レグラス・田辺豊
- 神官クラウド：四谷熊太

## 関連商品

### 書籍
ノベル『Princess Holiday』（ハーヴェスト出版）※18禁
原作：オーガスト / 著者：有沢黎 / 原画：べっかんこう
2003年2月1日発売、ISBN 4-434-02799-9
『Princess Holiday 〜転がるりんご亭千夜一夜〜 ビジュアルファンブック』（ソフトバンククリエイティブ）※18禁
2003年3月7日発売、ISBN 4-7973-2262-4

### カードゲーム
Lycee
シルバーブリッツのトレーディングカードゲーム、Lyceeに参戦している。収録エキスパンションは、AUGUST1.0など。

## その他
- シルフィに文字を教わっている子供たちは、オーガストの処女作『バイナリィ・ポット』のキャラクター達をモデルにしてデザインされている。
- コンシューマー版ではPC版で1種類のエンディングしかなかったヒロイン（エレノア・レイチェル・ラピス）のANOTHERエンディングが追加されている。いずれも、PC版と同じエンディングの直前に最終選択肢（1度そのルートのEDを見ないと出ない）が追加され、そのルートで「もしもクリフが国王になったら」という展開を見ることができる。
- コンシューマー版新規ヒロインのディアナにもANOTHERエンディングがあるが、こちらは上記の3人とは逆に「もしもクリフが国王にならなかったら」という展開になっている。これは、通常のディアナルートでクリフが国王になるためである（上記の3人の通常ルートではいずれも国王にならない）。
- コンシューマー版では主人公のクリフ以外はフルボイスとなったが、ヒロイン以外は誰がどのキャラクターの担当なのかスタッフロールに表記されていないので、サブキャラの声優担当は不明である。
- PS2版のエンディング曲はPC版のエンディング用BGM「長い旅路」に歌詞をつけたものであるが、音程も変えられている。
- コンシューマー版のシンフォニアルートのED曲には新曲「What the...」が追加されているが、この曲はプレイする度にPC版と共通の「Grand Destiny」と交互に流れるようになっている。
- 本作品の主役の姫（レティシア・ラ・ミュウ・シンフォニア）と見られる人物が「りんごのお姫様」として「夜明け前より瑠璃色な」の漫画作品の1つにゲスト出演している[7]。